# Perkūnas

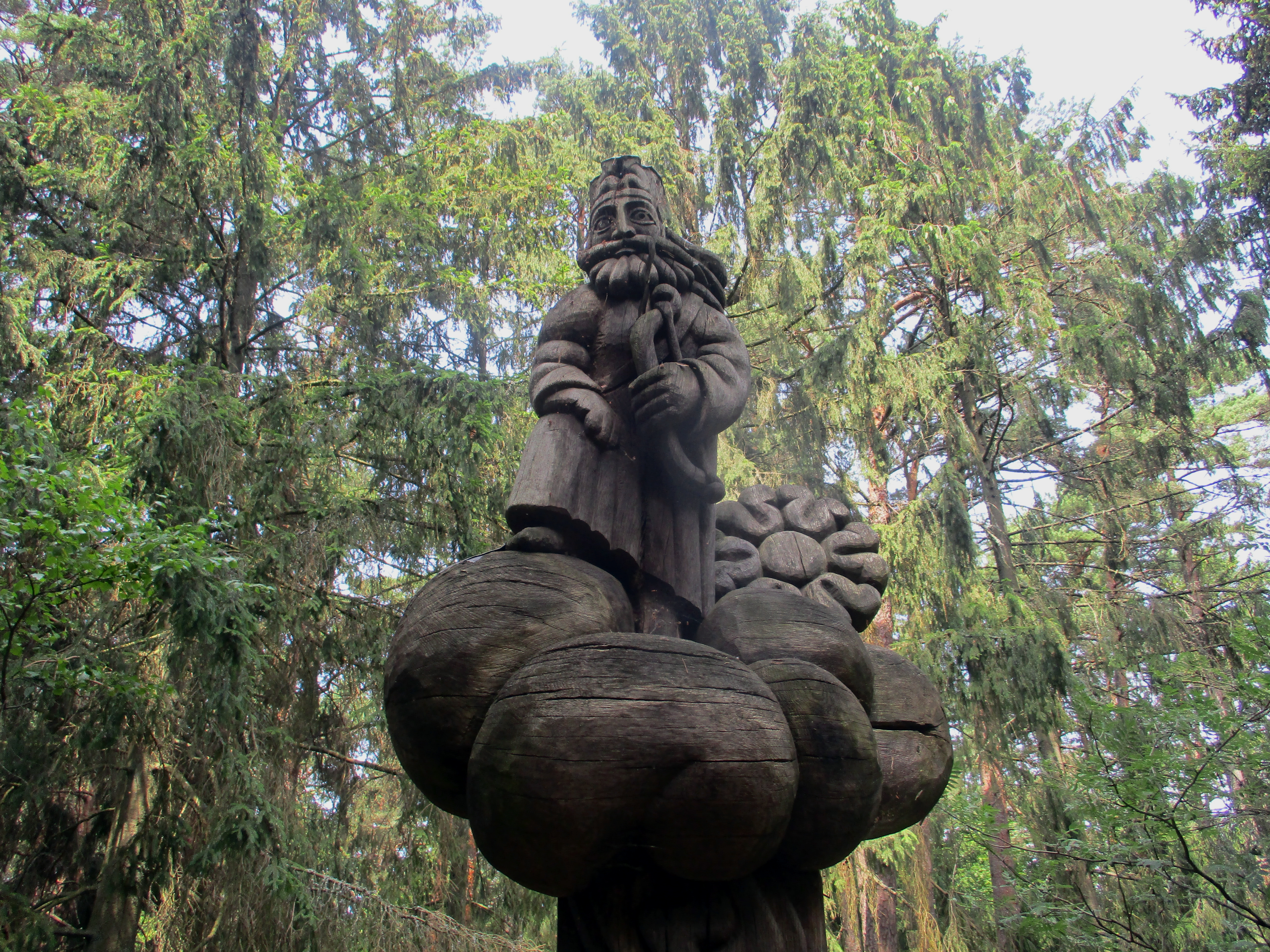
Imagen de la divinidad

Este artículo trata sobre el dios del trueno de la mitología báltica. Para leer el artículo sobre la banda de rock letona, ver Pērkons.

Perkūnas (lituano: Perkūns, Perkūnas, letón: Pērkons, Pērkonos, prusiano: perkūns, perkunis, polaco: Perkun, Perun, Perkwunos, esloveno: Parkelj) es una de las deidades más importantes del panteón báltico. Está documentado, tanto en la mitología lituana como letona, como el dios del trueno, la lluvia, las montañas, los robles y el cielo.

## Etimología
El nombre sobrevive en el báltico moderno, en lituano como perkūnas ("trueno") y perkūnija ("tormenta de truenos"), y en letón como pērkons (tanto "trueno" como "tormenta de truenos"). Nombres alternativos a éste son Pērkoniņš y Pērkonītis (diminutivos) y Pērkona tēvs y Vecais tēvs.
Está relacionado con el dios eslavo Perun (sl. Perún, Parom), así como con el dios finés Perkele, uno de los nombres de Ukko ("hombre viejo"), considerado como un préstamo de la mitología báltica y el dios escandinavo Fjorgyn.
El dios Perkūnas posee a su vez bastantes sobrenombres onomatopéyicos en lituano, como son: Akmeninis, Blizgulis, Bruzdulis, Dievaitis, Dūdų senis, Dundulis, Dundusėlis, Dundutis, Kalvis, Karalius Perkūnėlis, Poškutis, Šarkutis, Tarškulis, Tarškutis, etc.

## Literatura
- J.Suchocki, Mitología Báltica (Mitologia bałtyjska), Varsovia 1991.
- Norbertas Vėlius (Hg.). Baltų religijos ir mitologijos šaltiniai, I. Vilna 1996. ISBN 5-420-01353-3
- Nijolė Laurinkienė. Senovės lietuvių dievas Perkūnas. Vilna 1996. ISBN 9986-513-14-6
- The Symbolism of the Luminaries in Ancient Lithuanian Songs // Lings Martin. Symbol and Archetype. Cambridge, 1991. P. 83-97.

- Datos: Q616848
- Multimedia: Perkūnas / Q616848